# Пушкарёво (Новосибирская область)
Пушкарёво — деревня в Ордынском районе Новосибирской области России. Входит в состав Устюжанинского сельсовета.

## География
Площадь деревни — 126 гектаров.

## Население
| 2002 | 2007 | 2010 |
| ---- | ---- | ---- |
| 334  | ↗336 | ↘270 |

## Инфраструктура
В деревне по данным на 2007 год функционируют 1 учреждение здравоохранения и 1 учреждение образования.